# Pseudoplatia atra
Pseudoplatia atra är en kackerlacksart som beskrevs av Hanitsch 1930. Pseudoplatia atra ingår i släktet Pseudoplatia och familjen jättekackerlackor. Inga underarter finns listade i Catalogue of Life.